# Röjtjärnen (Burträsks socken, Västerbotten)
Röjtjärnen är en sjö i Skellefteå kommun i Västerbotten och ingår i Rickleåns huvudavrinningsområde.